# Vincenzo Pandullo
Vincenzo Pandullo (Seregno, 15 marzo 1971) è un ex calciatore italiano, di ruolo difensore.

## Carriera
Ha totalizzato 64 presenze (e 3 reti) in Serie B tutte con la maglia della Fidelis Andria.
In Serie A ha giocato i primi mesi della stagione 2002-03 nelle file del Como (fino a gennaio) senza però mai scendere in campo.

## Palmarès

### Club

#### Competizioni nazionali
- Serie B: 1

Como: 2001-2002